# Armenien i olympiska sommarspelen 2016
Armenien deltog med 32 deltagare vid de olympiska sommarspelen 2016 i Rio de Janeiro. Totalt vann de en guldmedalj och tre silvermedaljer.

## Medaljer
| Medalj | Namn               | Sport         | Gren                                  |
| ------ | ------------------ | ------------- | ------------------------------------- |
| Guld   | Artur Aleksanjan   | Brottning     | Herrarnas grekisk-romersk stil, 98 kg |
| Silver | Simon Martirosyan  | Tyngdlyftning | Herrarnas 105 kg                      |
| Silver | Mihran Harutyunyan | Brottning     | Herrarnas grekisk-romersk stil, 66 kg |
| Silver | Gor Minasyan       | Tyngdlyftning | Herrarnas +105 kg                     |

## Boxning
| Artur Hovhannisjan | Lätt flugvikt      | Carmona (ESP) L 0–3  | Gick inte vidare     | Gick inte vidare | Gick inte vidare | Gick inte vidare | Gick inte vidare | Gick inte vidare | Gick inte vidare |
| Narek Abgarjan     | Herrarnas flugvikt | Serugo (UGA) W 2-1   | Hu Jg (CHN) L 0-3    | Gick inte vidare | Gick inte vidare | Gick inte vidare | Gick inte vidare |                  |                  |
| Aram Avagjan       | Bantamvikt         | Morisaka (JPN) W 2–1 | Conlan (IRL) L 0–3   | Gick inte vidare | Gick inte vidare | Gick inte vidare | Gick inte vidare |                  |                  |
| Hovhannes Bachkov  | Lätt weltervikt    | Arcón (COL) W 2-1    | Hu Qx (CHN) L 1-2    | Gick inte vidare | Gick inte vidare | Gick inte vidare | Gick inte vidare |                  |                  |
| Vladimir Margarjan | Weltervikt         | Hill (FIJ) W 3-0     | Iglesias (CUB) L TKO | Gick inte vidare | Gick inte vidare | Gick inte vidare | Gick inte vidare |                  |                  |

## Brottning
Förkortningar:
- VT – Vinst genom fall.
- PP – Beslut efter poäng – förloraren fick tekniska poäng.
- PO – Beslut efter poäng – förloraren fick inte tekniska poäng.
- ST – Teknisk överlägsenhet – förloraren utan tekniska poäng och en marginal med minst 8 (grekisk-romersk stil) eller 10 (fristil) poäng.

Herrar, fristil
| Brottare            | Gren                  | Kvalomgång            | Omgång 1                | Kvartsfinal           | Semifinal            | Återkval 1           | Återkval 2           | Final / BM                    | Final / BM |
| Brottare            | Gren                  | Motståndare Resultat€ | Motståndare Resultat    | Motståndare Resultat  | Motståndare Resultat | Motståndare Resultat | Motståndare Resultat | Motståndare Resultat          | Placering  |
| ------------------- | --------------------- | --------------------- | ----------------------- | --------------------- | -------------------- | -------------------- | -------------------- | ----------------------------- | ---------- |
| Garnik Mnatsakanjan | Fjädervikt -57kg      | Bye                   | Rahimi (IRI) L 0-4 ST   | Gick inte vidare      | Gick inte vidare     | Gick inte vidare     | Gick inte vidare     | Gick inte vidare              | 20         |
| David Savarjan      | Weltervikt -65 kg     | Bye                   | Chamizo (ITA) L 1-3 PP  | Gick inte vidare      | Gick inte vidare     | Gick inte vidare     | Gick inte vidare     | Gick inte vidare              | 18         |
| Georgy Ketoyev      | Tungvikt -96 kg       | Bye                   | Odikadze (GEO) L 1-3 PP | Gick inte vidare      | Gick inte vidare     | Gick inte vidare     | Gick inte vidare     | Gick inte vidare              | 14         |
| Levan Berianidze    | Supertungvikt -125 kg | Bye                   | Deng Zw (CHN) W 3-1 PP  | Ligeti (HUN) W 3-1 PP | Akgul (TUR) L 1-8 PP | Bye                  | Bye                  | Ibrahim Saidau (BLR) L 3-1 PP | 4          |

Herrar, grekisk-romersk stil
| Brottare          | Gren                 | Kvalomgång                 | Omgång 1                 | Kvartsfinal                    | Semifinal            | Återkval 1           | Återkval 2           | Final / BM              | Final / BM |
| Brottare          | Gren                 | Motståndare Resultat       | Motståndare Resultat     | Motståndare Resultat           | Motståndare Resultat | Motståndare Resultat | Motståndare Resultat | Motståndare Resultat    | Placering  |
| ----------------- | -------------------- | -------------------------- | ------------------------ | ------------------------------ | -------------------- | -------------------- | -------------------- | ----------------------- | ---------- |
| Migran Arutyunyan | Weltervikt -66kg     | Bye                        | Saleh (EGY) W 9-0 ST     | Ryu H-s (KOR) W 2-1 PP         | Saleh (AZE) W 4-1 PP | Bye                  | Bye                  | Stefanek (SRB) L 1-3 PP | 2          |
| Arsen Julfalakjan | Mellanvikt -75 kg    | Aleksandrov (BUL) L 1-3 PP | Gick inte vidare         | Gick inte vidare               | Gick inte vidare     | Gick inte vidare     | Gick inte vidare     | Gick inte vidare        | 13         |
| Maksim Manukjan   | Lätt tungvikt -85 kg | Lőrincz (HUN) L 0-3 PO     | Gick inte vidare         | Gick inte vidare               | Gick inte vidare     | Gick inte vidare     | Gick inte vidare     | Gick inte vidare        | 16         |
| Artur Aleksanjan  | Tungvikt -98 kg      | Bye                        | Timoncini (ITA) W 3-1 PP | Alexuc-Ciurariu (ROU) W 4-0 ST | İldem (TUR) W 4-0 ST | Bye                  | Bye                  | Lugo (CUB) W 3-0 PO     | 1          |